# あおぞら債権回収
あおぞら債権回収株式会社（あおぞらさいけんかいしゅう、英文名称Aozora Loan Services Co.,Ltd.）は、あおぞら銀行傘下の債権回収会社。許可番号は第22号。

## 業務内容
- 債権買取業務
- 債権評価（プライシング）業務
- 債権回収（サービシング）業務
- 事業再生業務

## 沿革
- 1998年（平成10年）6月 - 日本債券信用銀行内に債権流動化室設置。
- 1999年（平成11年）6月 - 日債銀債権回収（株）設立。
- 1999年（平成11年）7月 - 法務大臣より、債権管理回収業に関する特別措置法に基づく債権管理回収業の許可書を取得。
- 2001年（平成13年）1月 - あおぞら債権回収（株）に商号変更。